# Operação Rejitsa-Dvina
A Operação Ofensiva Frontal Rejitsa-Dvina (em russo: Режицко-Двинская операция; romaniz.: Rejitsko-Dvinskaya operatsiya) de 10 a 27 de julho de 1944, foi uma ofensiva da 2º Frente Báltica soviética durante a Segunda Guerra Mundial.
Ela fez parte das ações do Exército Vermelho para romper as linhas defensivas alemãs no norte da Frente Oriental e libertar territórios ocupados na Letônia. As forças soviéticas avançaram rapidamente, romperam a resistência inimiga, libertaram cidades estratégicas como Rejitsa (atual Rēzekne) e Dvina (Daugavpils) e ameaçaram cortar a retaguarda do Grupo de Exércitos Norte alemão. As tropas da Wehrmacht, enfraquecidas e em constante retirada, não conseguiram estabelecer uma linha defensiva sólida. O sucesso soviético consolidou o avanço na direção dos Estados Bálticos e enfraqueceu significativamente o controle alemão na região, forçando-os a realocar forças em meio ao colapso do front oriental.

## Plano de operação e forças das partes
O plano da operação foi elaborado pelo estado-maior da 2ª Frente Báltica, comandada pelo coronel-general Andrei Yeremenko, e enviado ao Estado-Maior Geral em 26 de junho de 1944. Ele foi aprovado pelo Stavka (Alto Comando Supremo da URSS) em 2 de julho.
O objetivo era destruir o agrupamento alemão Opocheka–Idritsa–Sebej, proteger pelo norte o flanco das tropas da 1ª Frente Báltica durante a ofensiva estratégica da Bielorrússia e, em cooperação com a 3ª Frente Báltica, criar condições para aniquilar os alemães nos Estados Bálticos. Estava previsto um rompimento das defesas inimigas por dois grupos de choque: um pelo norte (com o 3.º Exército de Choque e o 10.º Exército de Guardas) e outro pelo sul (com os 4.º e 22.º Exércitos), ambos convergindo na direção de Rezekne (Rjitsa).
Para acelerar o avanço no interior da defesa alemã, foi criado um grupo móvel de reserva no nível de frente (5.º Corpo de Tanques e uma força móvel da frente), além de grupos móveis próprios em cada exército. O total de tropas envolvidas era de cerca de 391 200 soldados. O ataque foi apoiado do ar pelo 15.º Exército Aéreo, com 546 aviões. O início da operação estava previsto para 12 de julho.
As tropas do 16º Exército alemão (comandado pelo general de infantaria Paul Laux), parte do Grupo de Exércitos Norte (sob o comando do coronel-general Johannes Frießner e, a partir de 23 de julho, do coronel-general Ferdinand Schörner), estavam posicionadas em defesa no setor onde ocorreria a ofensiva havia sete meses. Nesse período, estabeleceram uma defesa em profundidade com várias linhas fortificadas. A principal linha defensiva era chamada “Pantera”, seguida pela linha secundária “Reier”, que ia de Opochka a Sebej e Osveya. Depois, vinha a linha intermediária “Blau”, ao longo dos rios Sinyaya e Shkiaune e pela fronteira do então Oblast de Kalinin até o rio Dvina Ocidental. A linha de retaguarda, chamada “Grün”, ficava na margem ocidental dos rios Lja, Rundāni, Dagda e Krāslava. Todas essas posições estavam equipadas com fortificações de concreto armado e extensos campos minados e obstáculos de engenharia.
No início de julho de 1944, a inteligência soviética estimava o efetivo alemão em cerca de 100 mil soldados. Contudo, com a transferência apressada de três divisões para a Bielorrússia, esse número caiu para 72 mil, com 1.229 peças de artilharia e morteiros, 80 tanques e 223 aeronaves.
Um ponto favorável para os soviéticos foi a eficiente preparação de reconhecimento na zona planejada para o ataque: apenas em junho de 1944 foram realizadas 1.142 ações de reconhecimento (incluindo 16 com contato direto), resultando na captura de cerca de 2.000 prisioneiros e 1.000 documentos. Esse trabalho de inteligência foi decisivo para o sucesso inicial da ofensiva.
Nos dias que antecederam a ofensiva, a inteligência soviética detectou que o inimigo havia iniciado a retirada de suas tropas da linha de frente para posições defensivas na retaguarda — indicando que o comando alemão provavelmente percebeu os preparativos para o ataque. Diante disso, o comandante da frente, Yeremenko, decidiu antecipar a operação para antes da data prevista e, de forma incomum, ordenou o início na noite de 10 de julho, em vez da manhã, como era padrão nas operações da Grande Guerra Patriótica.
A decisão foi arriscada, especialmente em termos de responsabilidade em caso de fracasso, e ainda mais notável por ter sido tomada de forma autônoma, sem consultar o Alto Comando Supremo ou o Estado-Maior Geral. Yeremenko justificou sua atitude afirmando que não se podia perder a chance de infligir pesadas perdas ao inimigo logo no início da ofensiva.

## Primeira fase
Às 19h do dia 10 de julho de 1944, teve início uma preparação de artilharia de 30 minutos, após a qual a agrupação de choque do norte lançou sua ofensiva. O sucesso superou todas as expectativas — o ataque pegou o inimigo completamente de surpresa. Tropas alemãs em deslocamento foram pegas desprevenidas e não conseguiram oferecer resistência eficaz. Os batalhões avançados soviéticos tomaram de assalto as duas primeiras linhas de trincheiras. Às 22h, as unidades móveis dos exércitos e corpos já estavam sendo inseridas na brecha criada. Durante a noite e o dia seguinte, a linha de frente alemã foi rompida por completo, com duas divisões inimigas cercadas e desorganizadas. O 15.ª Exército Aéreo prestou intenso apoio aéreo às tropas em avanço.
A agrupação de choque do sul iniciou sua ofensiva na madrugada de 11 de julho, mas não obteve o mesmo impacto, pois ali os alemães ainda não haviam iniciado a retirada. Eles mantinham posições defensivas ao longo do rio Saryanka, em um terreno difícil, repleto de lagos, riachos e áreas pantanosas. Ainda assim, unidades do 22.º Exército soviético tomaram as trincheiras avançadas por volta das 2h. Calculando que o inimigo não conseguiria manter posições caso o ataque do norte continuasse bem-sucedido, Yeremenko ordenou o engajamento das forças principais às 4h. Na madrugada de 12 de julho, o rio Drissa foi cruzado próximo a Volyntsy, e no dia 13 a força móvel do exército foi lançada ao combate, rompendo a resistência alemã e avançando em direção a Osveia. No entanto, no dia 14 os alemães realizaram cerca de dez contra-ataques com apoio de tanques e aviação. Após repelir essas ações, os soviéticos conseguiram avançar 12 km em um único dia. A situação começou a ameaçar as linhas inimigas ao longo dos rios Nisha e Drissa.
Ao fim do primeiro dia, o avanço total das tropas soviéticas variava entre 10 e 15 km, com unidades avançadas indo além de 20 km. A linha principal de defesa alemã foi totalmente rompida. Cerca de 1.500 soldados inimigos foram capturados e até 7.000 foram mortos. As condições estavam lançadas para um avanço rápido e decisivo.
Diante da situação, o comando nazista começou a retirar às pressas unidades das 389.ª, 87.ª e 24.ª divisões de infantaria da linha dos rios Nisha e Drissa para o noroeste. Para aproveitar o avanço, Yeremenko decidiu lançar no rompimento o principal contingente da reserva da frente, o 5.º Corpo de Tanques. A entrada dessa reserva melhorou a situação, com a tomada de pontos estratégicos da defesa inimiga, como a cidade de Idritsa em 12 de julho, Drissa em 12 de julho e Puschkinskie Gory em 13 de julho, importante entroncamento com aeródromo. Porém, os alemães conseguiram reforçar a região com parte de suas tropas.
A partir de 14 de julho, começaram batalhas intensas e sangrentas na área de Opotchka, com ambos os lados atacando e contra-atacando. Na noite de 15 de julho, as tropas soviéticas invadiram a cidade e concluíram sua tomada até as 16 horas do dia seguinte. Em 17 de julho, foi libertado o centro da outra zona fortificada, a cidade de Sebej.
No geral, em menos de 10 dias, entre 10 e 19 de julho, as tropas soviéticas romperam três linhas defensivas robustas e avançaram entre 90 e 110 quilômetros para o oeste. Seis regimentos de infantaria e 11 batalhões inimigos perderam mais de 50% do efetivo. Mais de 5.000 prisioneiros foram capturados e cerca de 30 mil soldados e oficiais inimigos foram mortos. A libertação da região de Kalinin foi concluída e em 18 de julho as tropas do 22.º Exército entraram no território da República Socialista Soviética da Letônia.

## Segunda fase
O segundo estágio da operação começou em 19 de julho, com mudanças significativas no tipo de combate. O comando alemão deslocou tropas para a região, retiradas das linhas da 3ª Frente Báltica e da Frente de Leningrado. Essas tropas ocuparam duas linhas defensivas na retaguarda, aproveitando o terreno difícil, com florestas densas, pântanos, rios, lagos e poucas estradas. O avanço soviético desacelerou, mas a ofensiva persistiu. Nessa fase, destacou-se o 130.º Corpo de Fuzileiros Letão.
Entre 21 e 23 de julho, as tropas soviéticas combateram na linha defensiva do rio Lja, que foi rompida somente em 23 de julho. Nesse dia foram libertadas as cidades de Ludza, Kraslava e Karsava. A força do norte da frente conseguiu avançar até a defesa externa da grande cidade de Rezekne (Rejitsa), mas a batalha para tomá-la só terminou em 27 de julho. No flanco sul, após a libertação de Kraslava, foi decidido um ataque profundo e envolvente pelo norte contra Daugavpils (Dvinsk), realizado pelo 5.º Corpo de Tanques. O movimento teve sucesso. Apesar de um forte contra-ataque inimigo nas proximidades da cidade, que atrasou o avanço soviético, as forças principais do inimigo foram praticamente dizimadas nesses combates. Ao amanhecer de 27 de julho, as tropas soviéticas invadiram Daugavpils e libertaram a cidade completamente em apenas três horas. Na batalha participaram também o 6.º Exército de Guardas da 1ª Frente Báltica, comandada pelo general Hovhannes Bagramyan, que contornou a cidade pelo sul. Nos combates urbanos, cerca de 1 500 soldados inimigos foram mortos e 157 depósitos capturados.
Na historiografia oficial, a data de libertação de Rejitsa e Dvinsk, 27 de julho, é considerada o fim da Operação Ofensiva Rejitsa-Dvina. A partir de 28 de julho, as tropas da frente iniciaram uma nova ofensiva, a Operação Madona. Porém, na prática, como afirmou o Marechal da União Soviética Yeremenko em suas memórias, os combates intensos continuaram sem pausa. As tropas expulsaram os alemães da margem sul do rio Dvina, avançaram entre 10 e 30 quilômetros, invadiram em 29 de julho a cidade de Livani, mas só conseguiram libertar a metade sul dela, chegando a uma nova linha defensiva forte. Para romper essa linha, foi necessária uma pausa operacional. A ordem para passar à defesa só foi dada em 31 de julho. Somente depois de uma breve preparação e reorganização, no início de agosto, a frente começou a Operação Madona.

## Resultados da operação
Em 20 dias da Operação Rejitsa-Dvina, as tropas soviéticas avançaram entre 190 e 200 quilômetros para o oeste, romperam cinco linhas defensivas fortes e libertaram 5.261 localidades, incluindo sete cidades grandes e 16 pequenas. Segundo o relatório do comandante da frente, foram destruídos até 60.000 soldados inimigos, embora esse número provavelmente seja exagerado, e capturados 6.604 soldados e oficiais. Foram destruídos 900 canhões e morteiros, 92 tanques, além da captura de 663 canhões e morteiros, 53 tanques e veículos blindados. Todos esses dados sobre as perdas alemãs vêm do livro de Yeremenko. Para uma operação em nível de frente, esse foi um sucesso muito significativo.
As perdas da 2ª Frente Báltica durante a operação foram de 12.880 homens mortos ou desaparecidos e 45.115 feridos ou incapacitados.
Foi garantida a proteção do flanco norte do avanço soviético na Bielorrússia, grandes forças inimigas foram imobilizadas e impedidas de serem transferidas para lá. Além disso, tropas alemãs foram deslocadas para a área da 2ª Frente Báltica, que enfrentava frentes mais ao norte, facilitando o avanço soviético. O plano soviético para esgotar as reservas inimigas foi interessante: primeiro, as tropas soviéticas avançaram na Bielorrússia e os alemães enviaram reforços da área da 2ª Frente Báltica para lá. Aproveitando essa fraqueza, o 2º Frente Báltica atacou, forçando os alemães a desviar tropas das frentes 3ª Báltica e Leningrado, onde os soviéticos iniciaram as operações de Pskov-Ostrov e Narva. No fim, o inimigo ficou sem tropas em todas as frentes; suas unidades enfraquecidas não conseguiram segurar as linhas defensivas fortes e as reservas dispersas foram introduzidas no combate em momentos diferentes, falhando em deter o avanço soviético.
Ao comandante da frente, Yremenko, foi concedido o título de Herói da União Soviética e a patente de General do Exército. O chefe do estado-maior da frente, Leonid Sandalov, assim como alguns comandantes de exército, receberam o posto de Coronel-General. Vários dezenas de soldados foram agraciados com o título de Herói da União Soviética e milhares receberam ordens e medalhas. Diversas unidades militares receberam nomes honorários como Rejitskie, Dvinskie e Kraslavskie, além de estandartes de guarda.